# Obefogat åtal
Obefogat åtal är ett brott enligt svensk lag. I brottsbalken 15 kap 5 § föreskrivs:
"Väcker någon åtal mot oskyldig med uppsåt att denne må bliva fälld till ansvar, dömes för falskt åtal till fängelse i högst två år eller, om brottet är ringa, till böter eller fängelse i högst sex månader. Är brottet grovt, skall dömas till fängelse, lägst sex månader och högst fyra år. Vid bedömande huruvida brottet är grovt skall särskilt beaktas, om åtalet avsett allvarligt brott eller innefattat missbruk av tjänsteställning. Den som väcker åtal ehuru han icke har sannolika skäl därtill,
dömes för obefogat åtal till böter eller fängelse i högst sex månader."